# Domaine du Clémarais
Le domaine du Clémarais ou domaine de Clémarais (en luxembourgeois: Klämeresch) est un complexe de bâtis classé situé dans la commune belge d'Aubange en province de Luxembourg, et composé des vestiges d'un ancien château du XIe siècle et d'une ferme du XIXe, le tout entouré d'un parc.
Il est aujourd'hui utilisé comme hostellerie (écrite Claimarais et non Clémarais), salle de fêtes ainsi que comme domaine sportif.
L’installation du PPS Aubange
Depuis décembre 2020, c’est l’ASBL « Le Potager Participatif & Solidaire » (PPS) qui y a élue domicile grâce à l’administration communale. 
L’organisation associative a pour but de promouvoir l’entraide, la solidarité et le « vivre ensemble » autour de la culture potagère et des circuits courts. Le potager est ouvert à tous et chaque bénévole peut venir apprendre à cultiver et participe ainsi activement à la vie de la commune puisque les récoltes sont directement distribuées aux associations locales qui aident les familles en situation de précarité alimentaire.
De plus, pour les personnes qui désirent se nourrir de manière saine et locale, la vente de légumes est disponible tous les samedis d’été (entre mai et octobre) directement sur le potager dans « l’épicerie du PPS ».

## Histoire[3]
Le château en lui-même a été construit au XIe siècle, il ne subsiste aujourd'hui que la tour carrée appelée « Tour aux Effraies ».
Le 11 avril 1299 apparait pour la première fois le nom de Clémarais dans un acte d’échange de biens, le site est décrit comme ménandie entourée de fossés, d'une rivière, de jardins et de vergers.
La construction du château en lui-même remonterait aux alentours de 1370. À l’époque, les Seigneurs de Rodange, fortement endettés, vendent des parties de leur seigneurie aux Seigneurs d’Autel. Le mariage d’Aleyde d’Autel avec Renal de Mercy avant 1373 scelle le destin d’Aubange, Obange à l'époque, qui devient alors une seigneurie indépendante. En 1422, Jean de Mercy devient le premier Seigneur de Clémarais. En 1477, Roger de Mercy, dit le Valeureux, est nommé par René II de Lorraine, capitaine et prévôt de Longwy. Petit à petit, les Seigneurs de Clémarais étendent leurs possessions et obtiennent une partie d’Aix-sur-Cloie, de Battincourt et de Piémont.
En 1670, Louis XIV occupe la Lorraine et ordonne le démantèlement des châteaux et places-fortes autour de Longwy. Le château de Clémarais faisant partie du lot, on suppose qu'il aurait été détruit aux alentours de cette date. Cependant la ferme subsiste toujours ainsi qu'une tour, la Tour aux effraies et certaines caves.
En 1683, Anne, comtesse d’Argenteau, veuve du Comte d’Allamont, vend le domaine à un certain Toussaint de Papigny, qui en prend possession le 5 février 1685. La famille de Papigny se succédera à la tête du Clémarais jusqu’au 24 août 1826, date à laquelle Joseph-Léopold de Papigny meurt en léguant le domaine à son cousin Hyppolyte de Mathelin, alors propriétaire du Château Mathelin à Messancy, à la condition d’ajouter le nom de Papigny au sien. À la suite de son décès en 1881, Clémarais possède deux propriétaires : le chevalier de Corswaren et Louise de Mathelin de Papigny, fille cadette d’Hippolyte, dite « Mademoiselle Louise ». Elle vit en solitaire au domaine et laissera aux Aubangeois un souvenir de dame au grand cœur. Elle passe la plupart de son temps à visiter les malades et les personnes nécessiteuses. Elle s’éteint en 1915. Après son décès, le chevalier de Corswaren vend Clémarais et c’est Monsieur Georges Cahen, négociant à Arlon qui l’achète. 
En 1919, la propriété est morcelée : une aile du château et ses dépendances, avec 24 hectares de terres sont acquises par Monsieur et Madame J.P. Welschen-Lichtfus et Mathen-Schoder. Une partie des terrains sera divisée en parcelles où des maisons s’érigeront après 1945. Les régisseurs, Monsieur et Madame Schoder-Schneider, veillent sur le domaine plusieurs fois occupé par les Allemands. 
En 1968, la commune d’Aubange achète une aile de l’ancien château et des terrains. Elle restaure cette partie et le transforme en centre sportif. L'autre aile devient une hostellerie.

## Héraldique
Voici l'héraldique des Seigneurs d'Aubange (à l'époque écrit Obange ou Obanges).
|  | Blason de Armoiries de la famille d'Obange (ou Aubange), branche des seigneurs d'Obange Blasonnement : De gueules à la croix ancrée d'or, accompagnée de quatre étoiles (de cinq ou six rais) du même. Source du blasonnement : Jean-Claude Loutsch, Armorial du pays de Luxembourg, Luxembourg, Publications nationales du Ministère des Arts et des Sciences, 1974, p. 621 |

## Événements
Depuis 2011 y est organisé en septembre le « Wave Festival », un festival de musique rock, « deep house » et « funk-disco ».
Depuis 2021, l’ASBL « Le Potager Participatif & Solidaire » y organise en mai et en septembre « La Brocante du PPS Aubange » où l’on y retrouve aussi bien des objets de deuxième main que la vente de légumes issus directement du potager.

## Le complexe sportif
Une aile du bâtiment est aujourd'hui transformée en complexe multisports. Elle est le siège du club de football en salle du village ainsi que d'un club de volley-ball, de basketball, de karaté et de judo. Des cours de gymnastique douce et de remise en forme sont également proposés. 

## Galerie de photographies

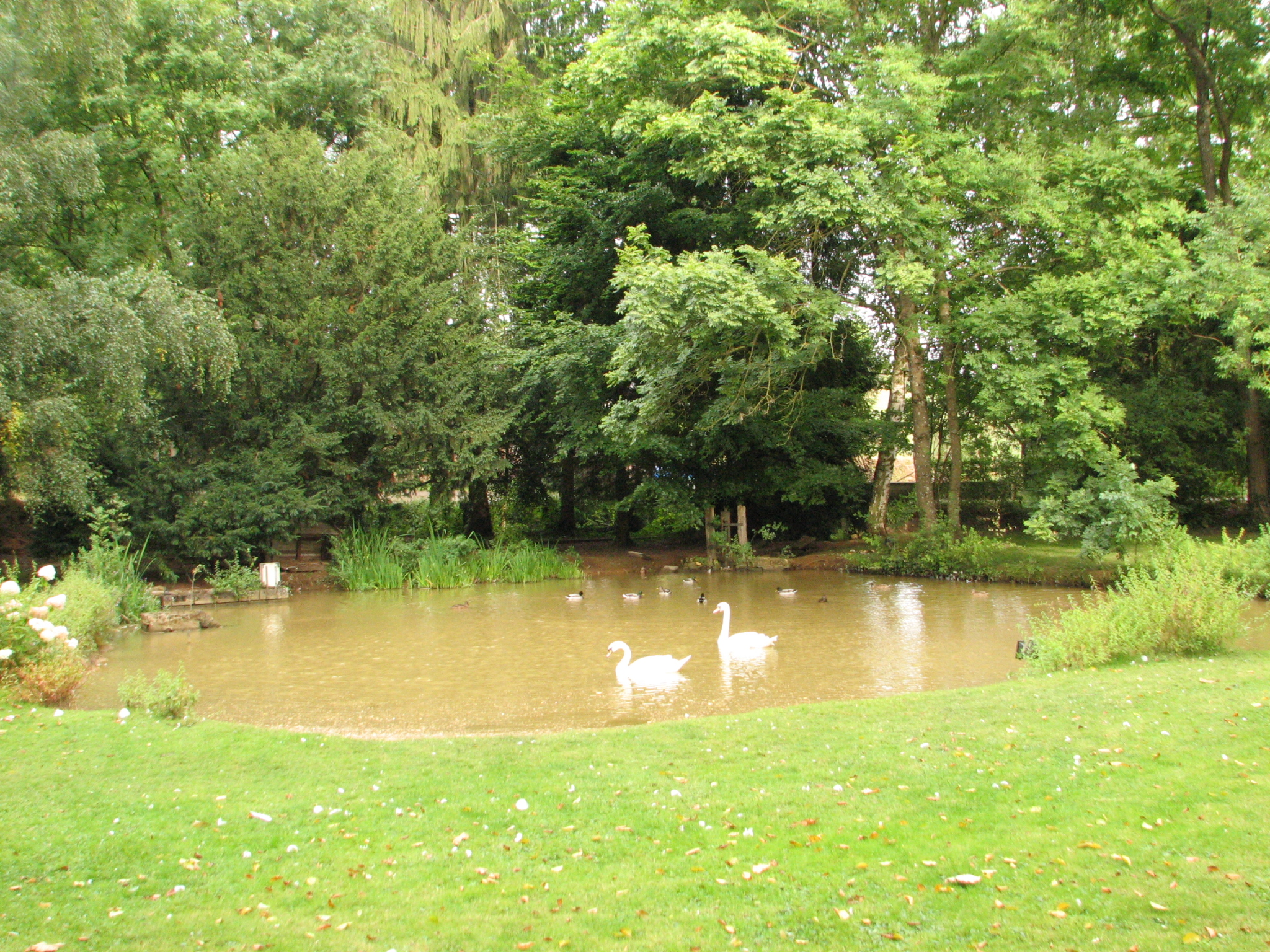
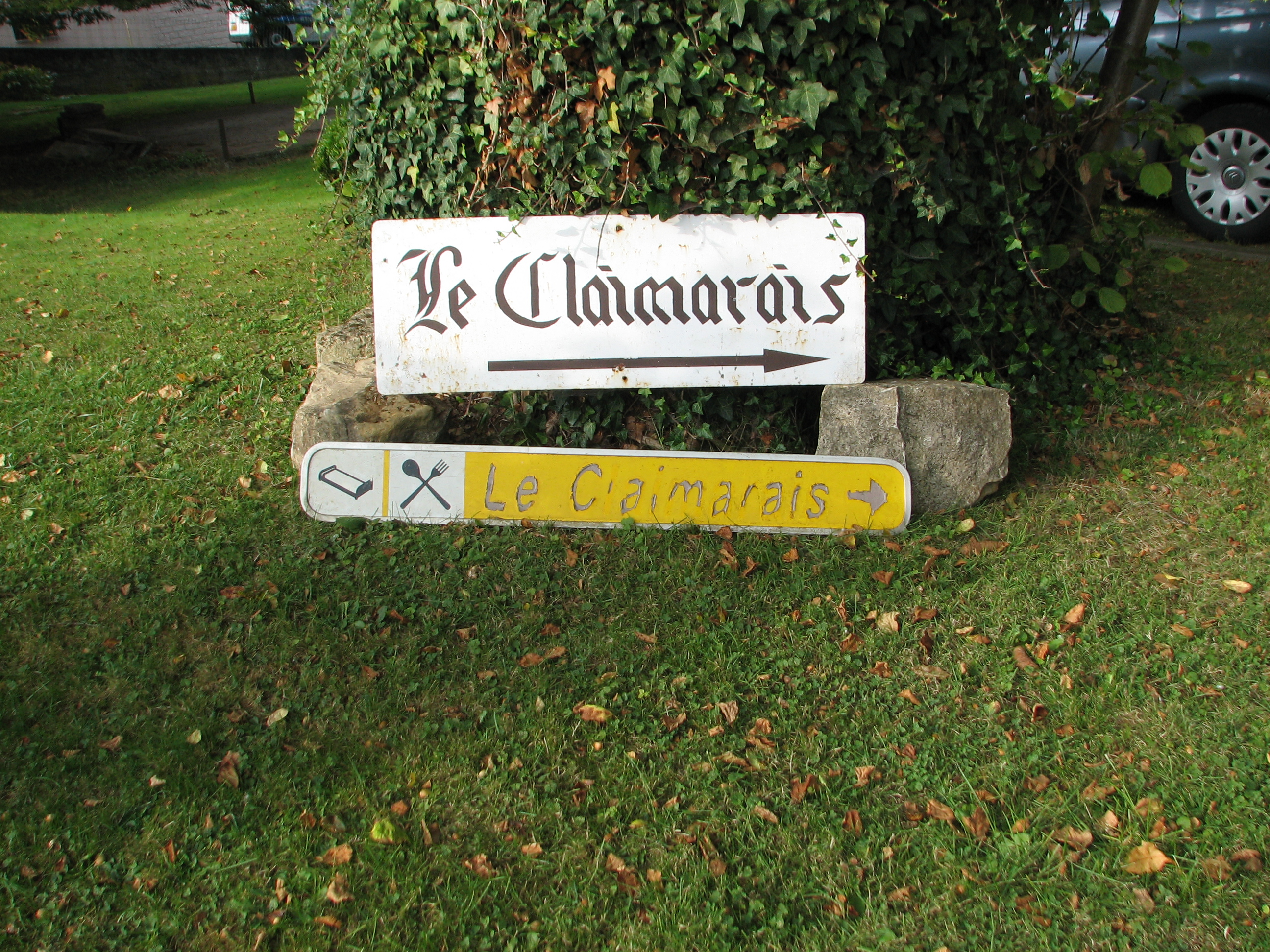
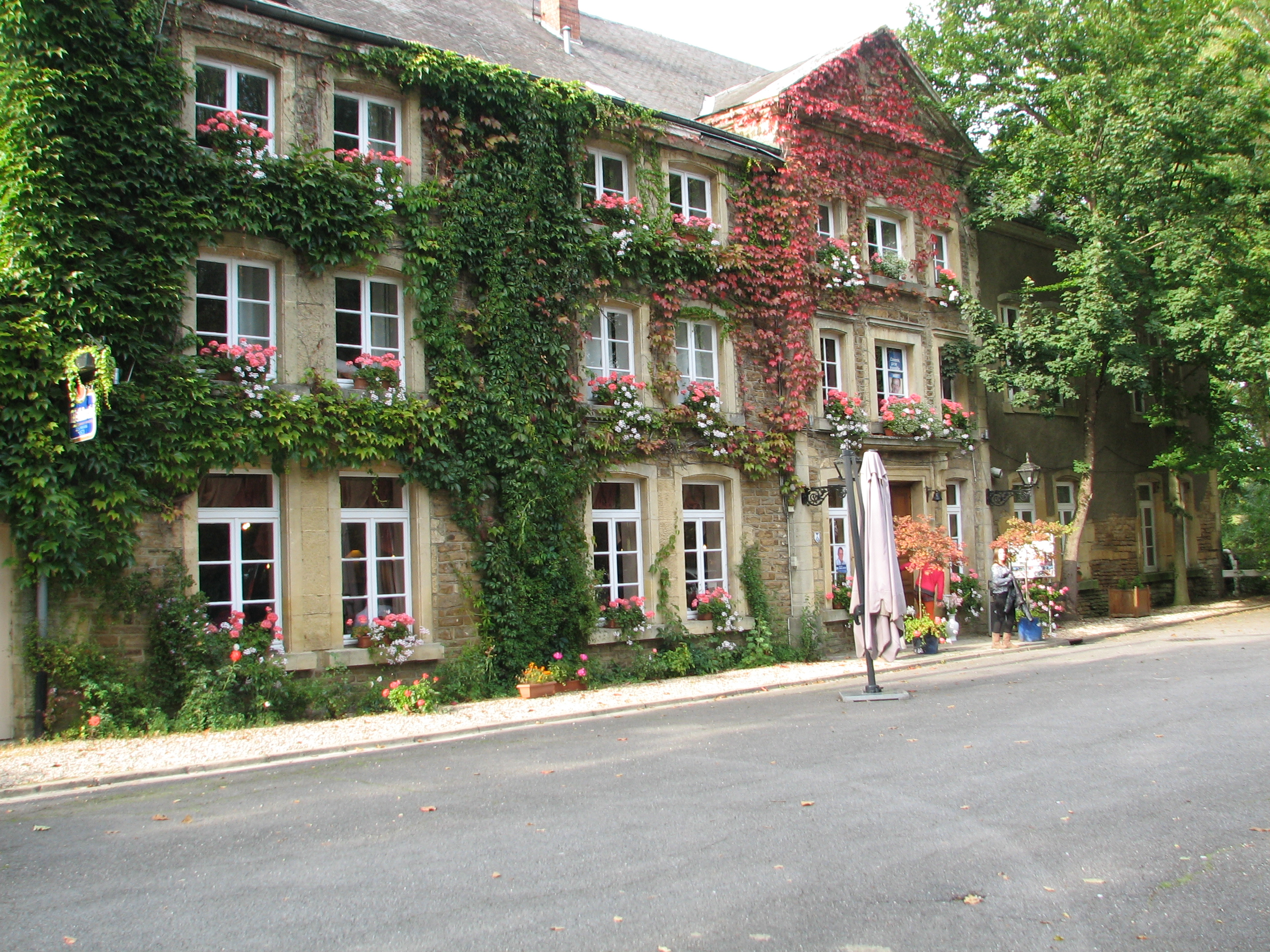
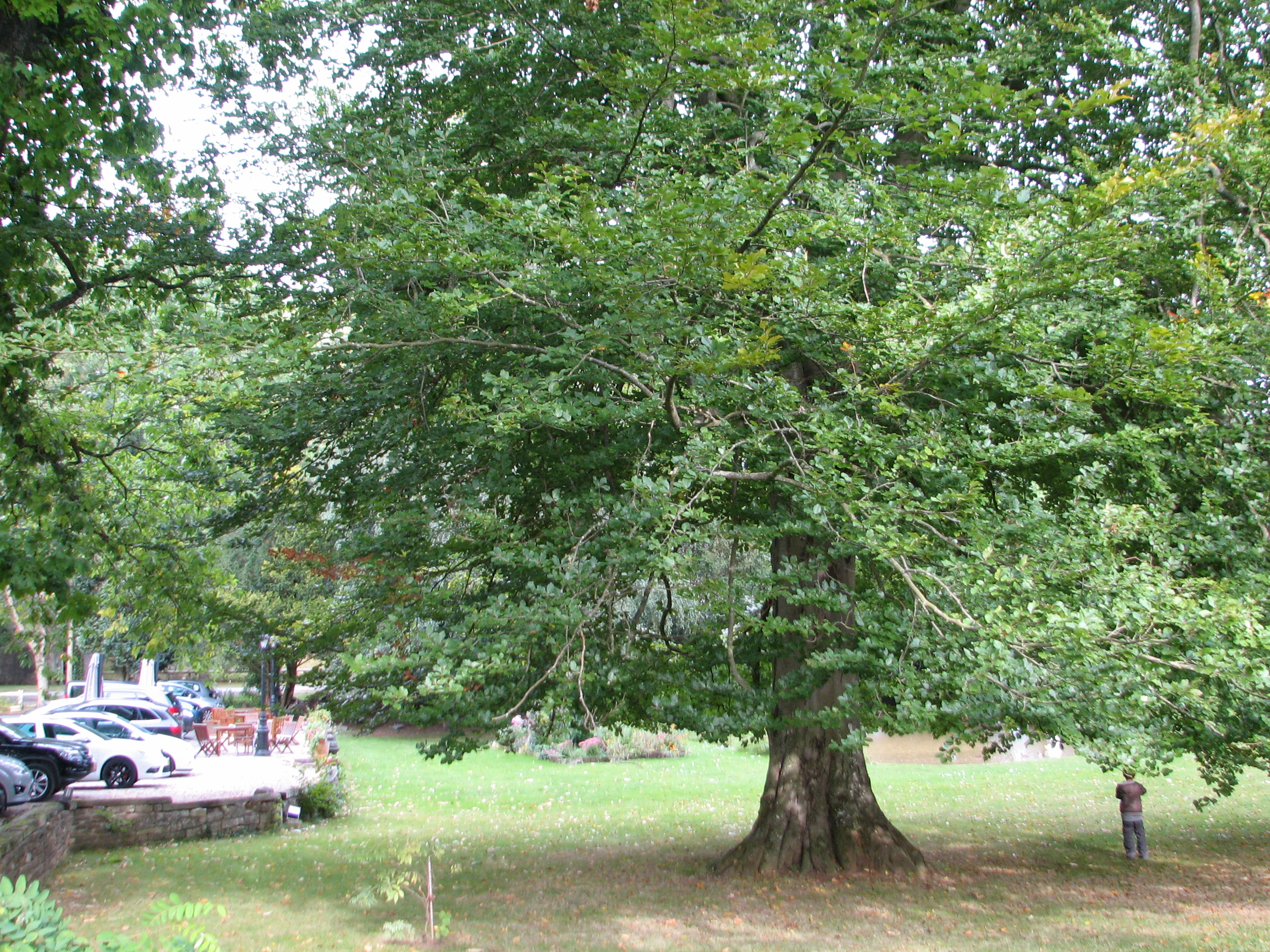
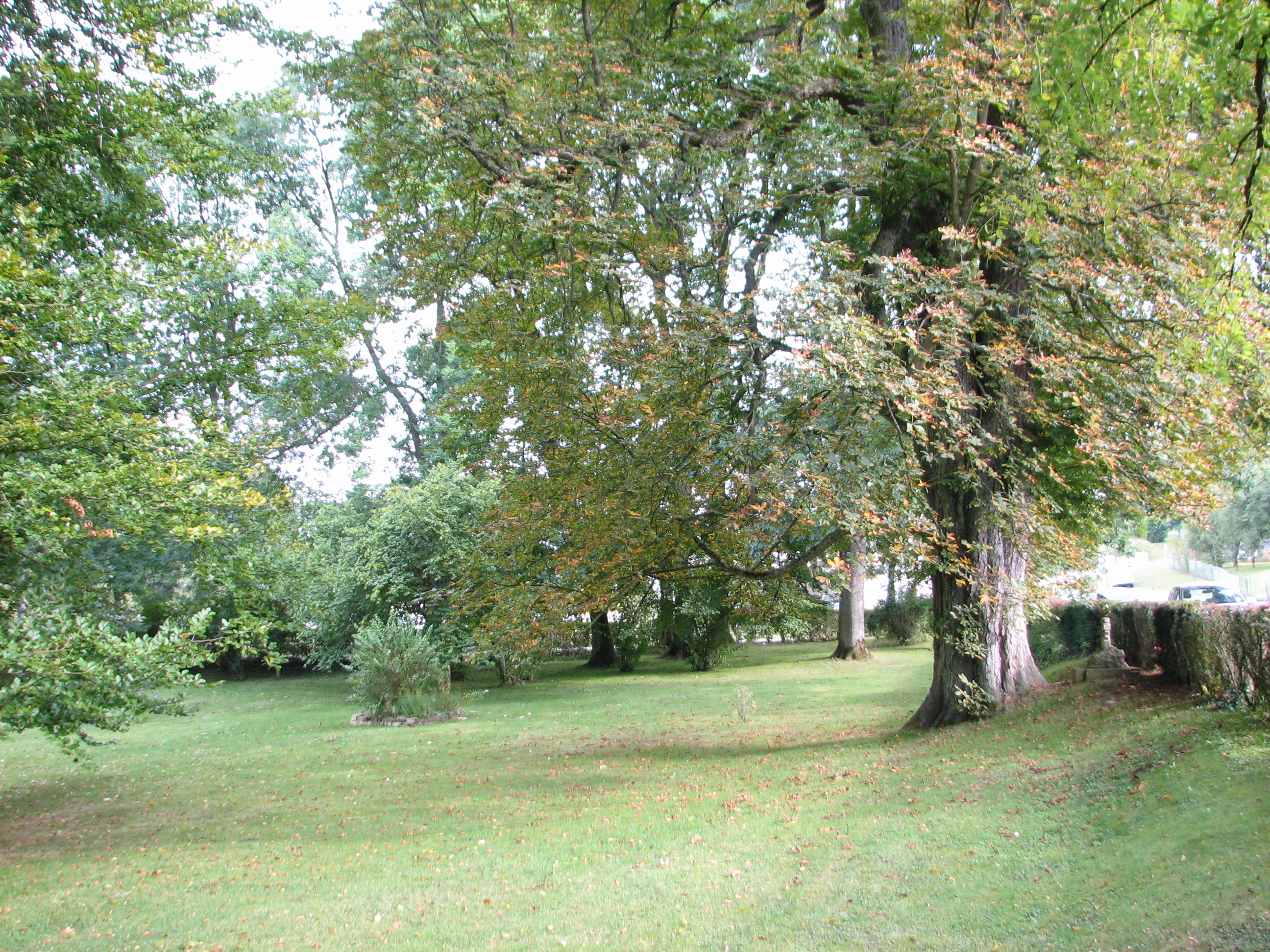
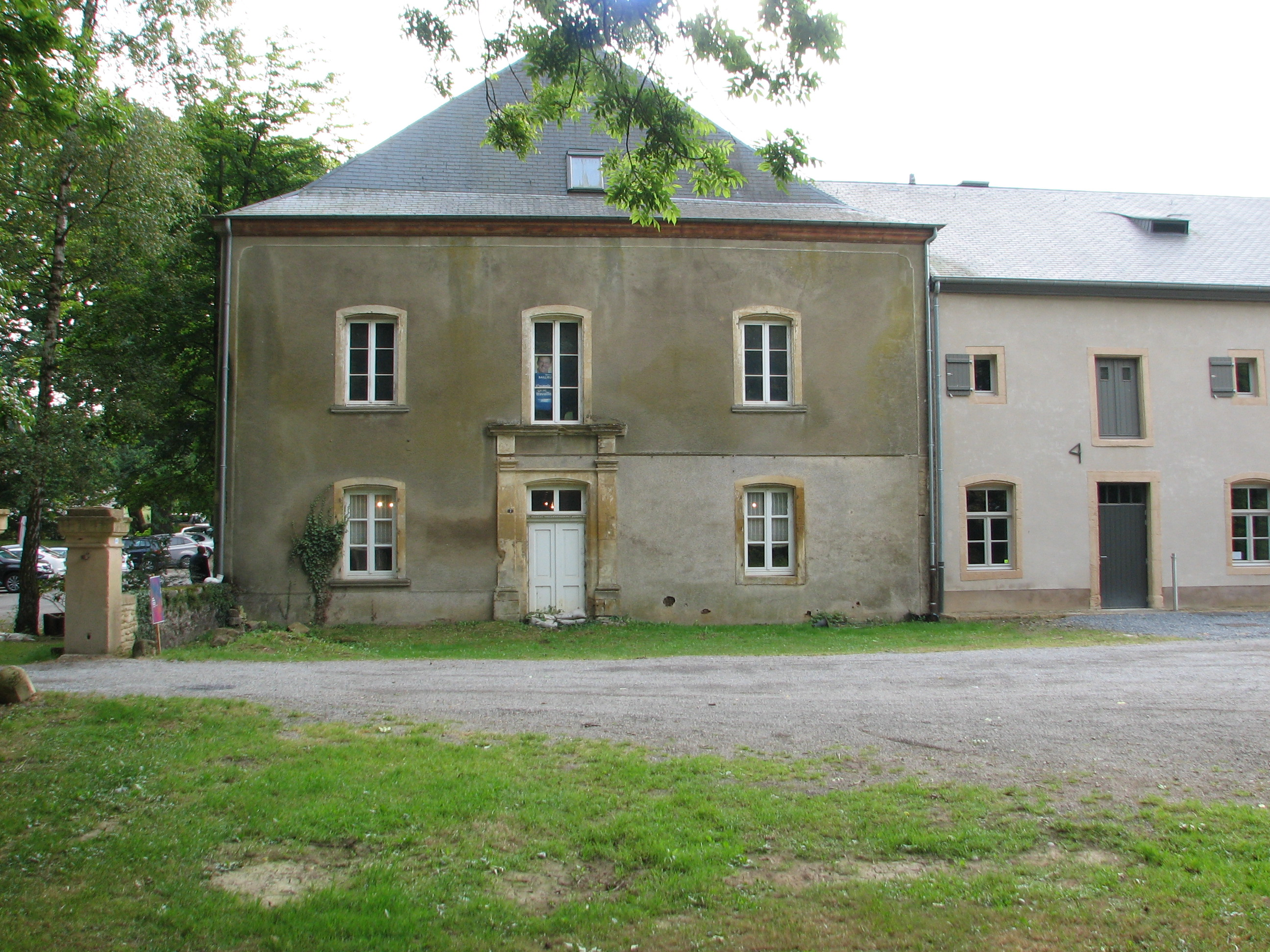
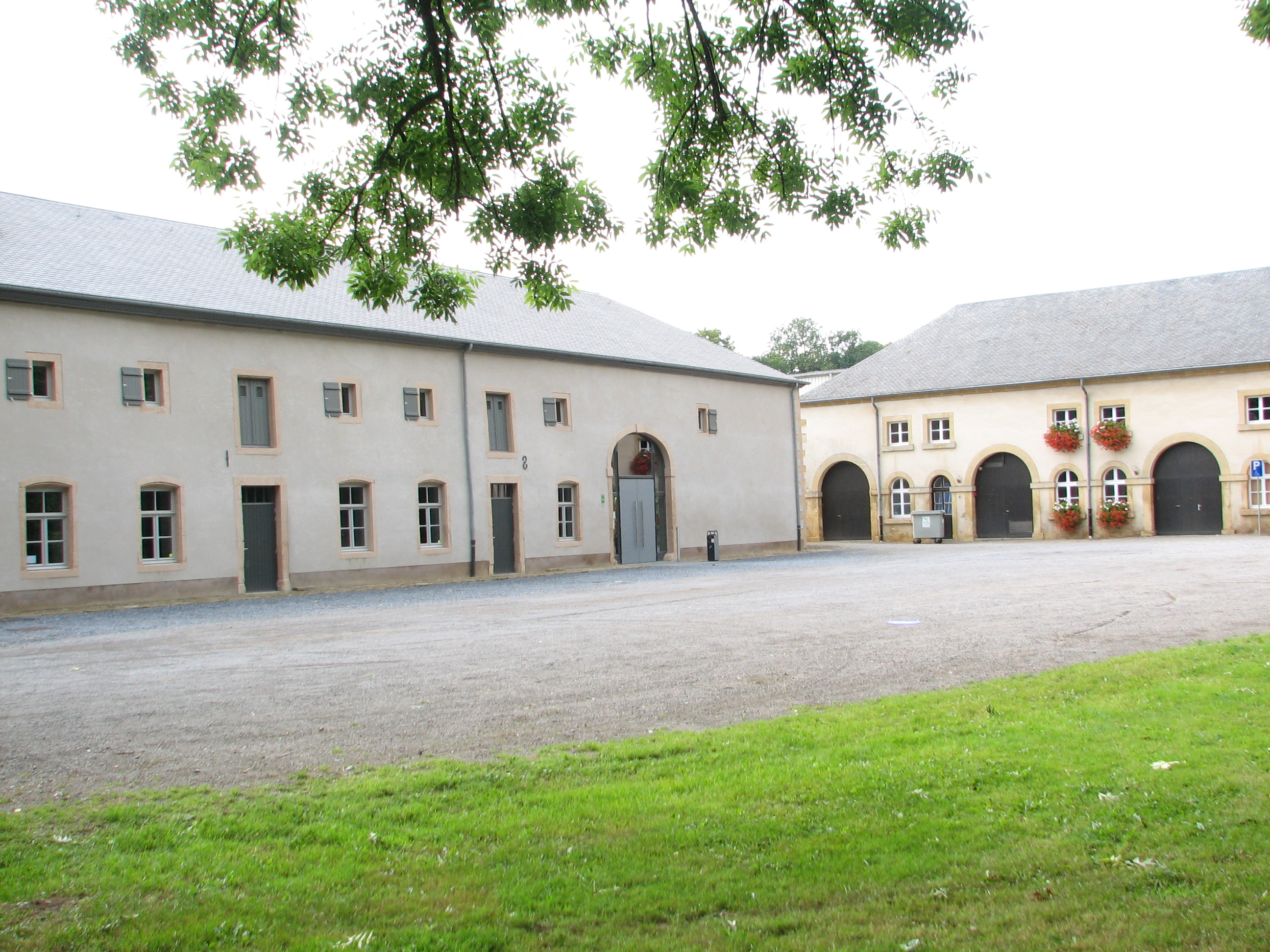